# رحمت‌آباد (عقدا)
رحمت‌آباد روستایی در دهستان عقدا بخش عقدا شهرستان اردکان استان یزد ایران است.

## جمعیت
بر پایه سرشماری عمومی نفوس و مسکن در سال ۱۳۹۵ جمعیت این روستا ۲۲ نفر (۴خانوار) بوده‌است.